# Keep Your Head Up
Singles de Andy Grammer
Fine By Me
(2011)
Keep Your Head Up est une chanson du chanteur américain Andy Grammer. C'est le premier single extrait de son premier album Andy Grammer.
Il fait ses débuts à la 94e place dans le Billboard Hot 100 et a depuis atteint la 53e place. Le 31 janvier 2012, le single est entré dans le classement en Nouvelle-Zélande à la 40e place et a depuis atteint la 34e place.
La chanson est notamment utilisée comme générique de l'émission Nouveau look pour une nouvelle vie.
Andy Grammer a publié une version bilingue de cette chanson avec la chanteuse française Mélissa Nkonda.

## Classement
| Classement (2011-2012)                  | Meilleure position |
| --------------------------------------- | ------------------ |
| Belgique (Wallonie Ultratop 50 Singles) | 35                 |
| États-Unis (Hot 100)                    | 53                 |
| États-Unis (Pop Airplay)                | 27                 |
| États-Unis (Adult Pop Songs)            | 5                  |
| Nouvelle-Zélande (RMNZ)                 | 34                 |